# Carl Johan Fredrik Skottsberg

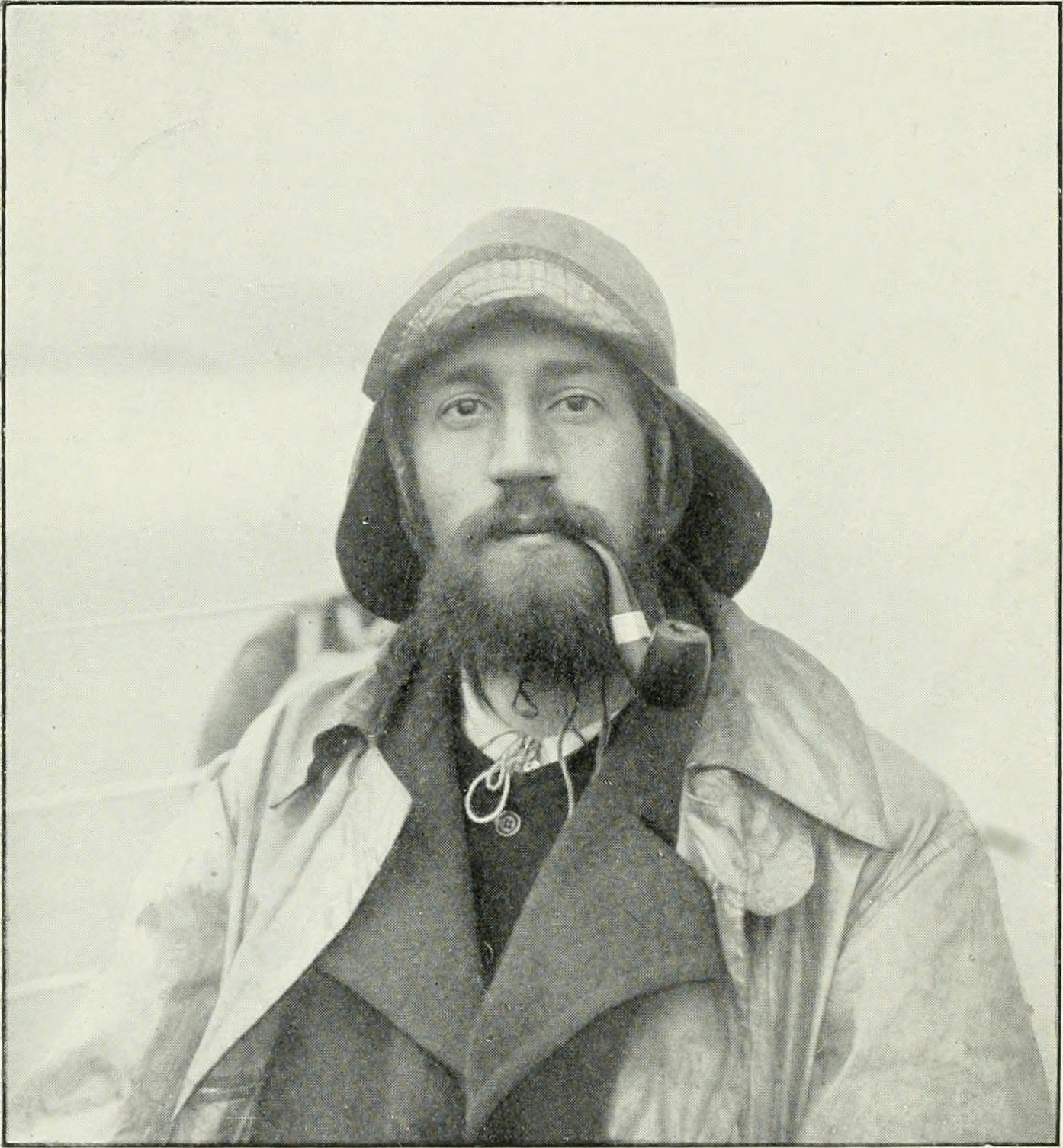
Carl Skottsberg (um 1908)

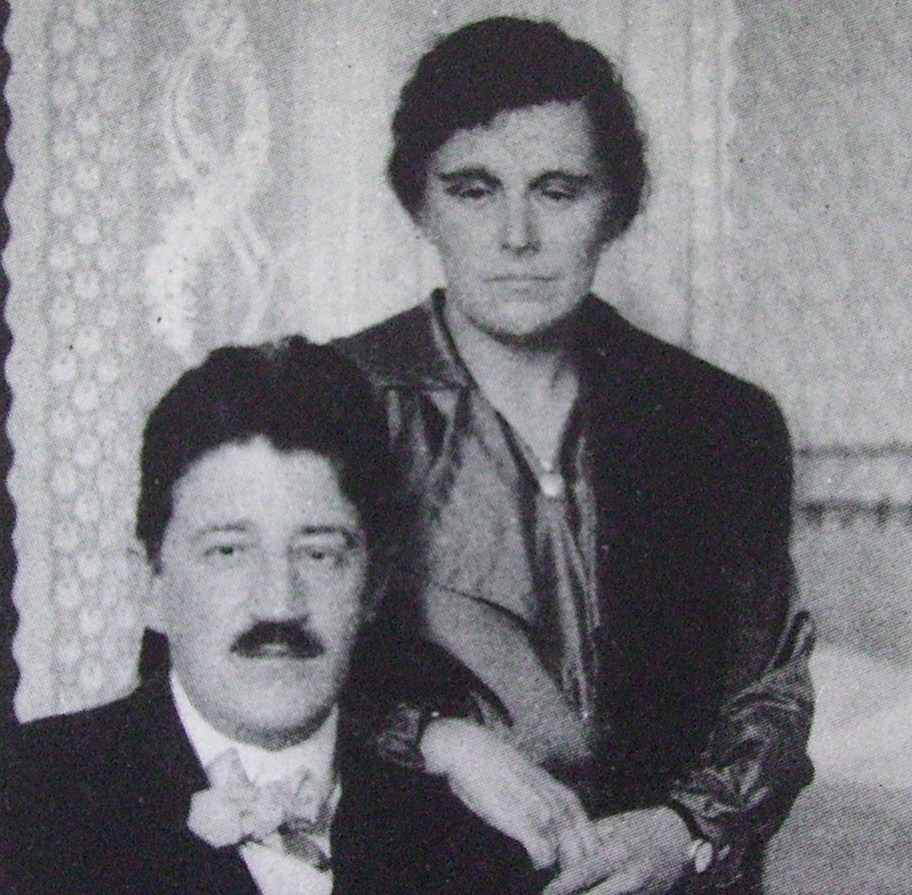
Carl Skottsberg mit seiner Frau Inga

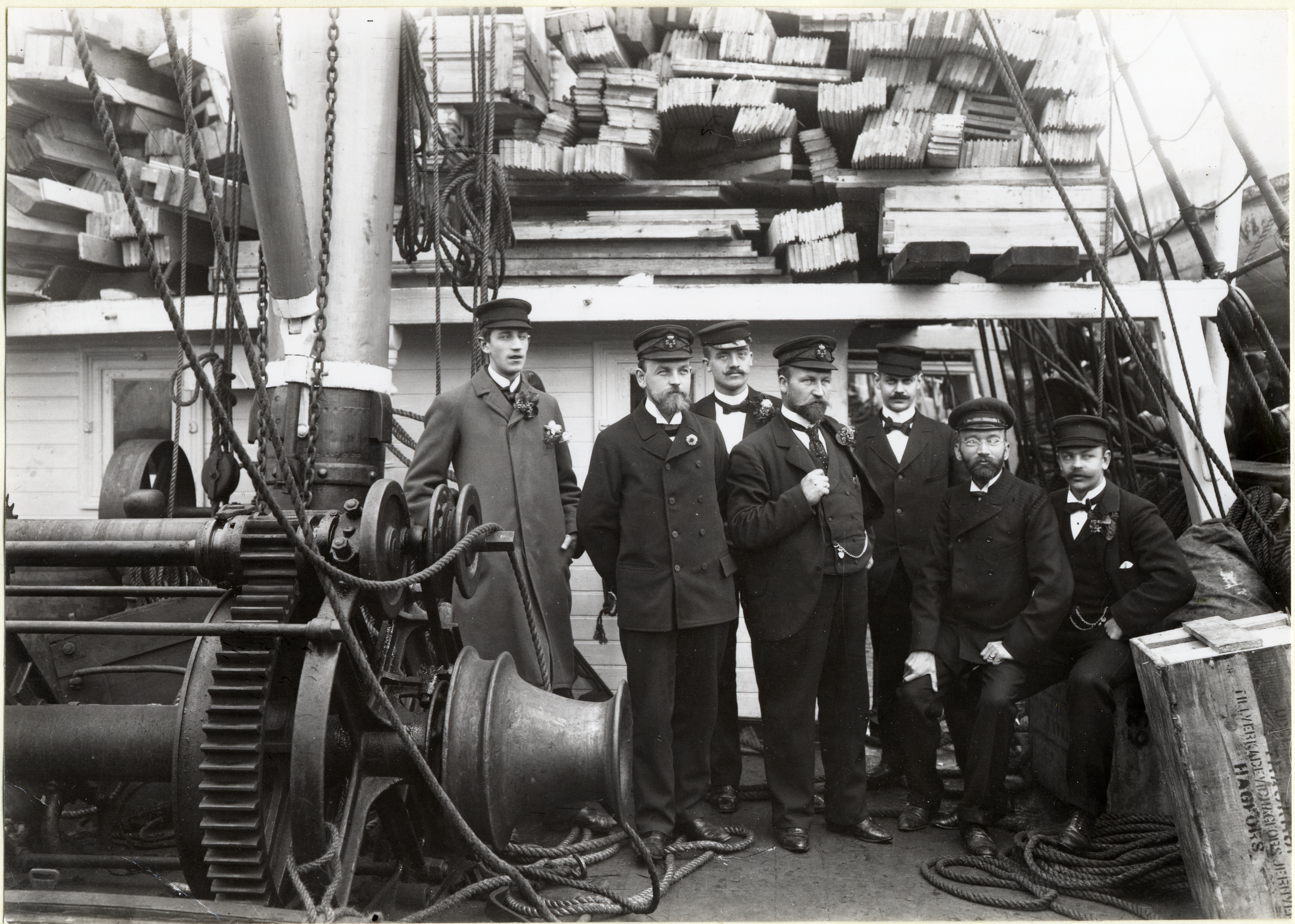
Teilnehmer an der Schwedischen Antarktisexpedition im Oktober 1901 an Bord der Antarctic (von links nach rechts): Carl Skottsberg, Otto Nordenskjöld, Karl Andersson, Carl Anton Larsen, Erik Ekelöf, Axel Ohlin, Gösta Bodman.

Carl Johan Fredrik Skottsberg (* 1. Dezember 1880 in Karlshamn; † 14. Juni 1963 in Göteborg) war ein schwedischer Botaniker und Erforscher der Antarktis. Sein offizielles botanisches Autorenkürzel lautet „Skottsb.“

## Leben
Skottsberg war der Sohn des Schulleiters Carl Adolf Skottsberg und dessen Frau Maria Lovisa (geborene Pfeiffer). Er schrieb sich zunächst an der Universität in Stockholm ein und studierte dann von 1898 bis 1907 an der Universität Uppsala, wo er 1901 seinen ersten wissenschaftlichen Abschluss erhielt und auch dozierte. Von 1901 bis 1903 nahm er an der Schwedischen Antarktisexpedition unter Otto Nordenskjöld teil. Im Jahr 1907 wurde er mit der Schrift Zur Kenntnis der subantarktischen und antarktischen Meeresalgen zum Doktor promoviert und leitete von 1907 bis 1909 die schwedische Expedition nach Patagonien.
Er war von 1909 bis 1914 Konservator und Kurator am Botanischen Museum der Universität Uppsala. Ab 1919 war er Direktor des Botanischen Gartens. Als Wissenschaftler untersuchte er die Pflanzen und Vegetationszonen der Antarktis, Subantarktis, Südamerikas und der Pazifikregion. Er publizierte eigene Schriften und beteiligte sich auch an Gemeinschaftsartikeln und Büchern. Er hatte einen erheblichen Anteil an der mehrbändigen Reihe Växternas liv : Populärvetenskaplig handbok, die von 1932 bis 1940 erschien und zu der er die Einleitungen und Klassifizierungen der neu entdeckten Pflanzen verfasste.
Skottsberg war mit Inga Margareta Skottsberg (gebürtige Reuter, 1888–1985) verheiratet und hatte drei Kinder. Seine Tochter Brita Skottsberg Åhman (1910–1993) studierte Politikwissenschaft und schloss ihr Studium mit einer Dissertation zum österreichischen Parlamentarismus ab. Von 1946 bis 1948 arbeitete sie bei Herbert Tingsten am Institut für auswärtige Angelegenheiten in Stockholm und war Mitglied der schwedischen Delegation bei der Generalversammlung der Vereinten Nationen. Als Übersetzerin aus dem Deutschen übertrug sie unter anderem die Tagebücher von Joseph Goebbels oder Protokolle der Verhandlungen gegen Adolf Eichmann. Sie war mit Sven Åhman (1907–1993) verheiratet.

## Ehrungen
Skottsberg war Mitglied der Königlich Schwedischen Akademie der Wissenschaften, ab 1949 Ehrenmitglied (Honorary Fellow) der Royal Society of Edinburgh und ab 1950 auswärtiges Mitglied (Fellow) der Royal Society. 1959 wurde er mit der Linné-Medaille der Linnean Society of London ausgezeichnet.
Nach ihm benannt sind die Pflanzengattungen Skottsbergianthus Boelcke aus der Familie der Kreuzblütler (Brassicaceae), Skottsbergiliana H.St.John aus der Familie der Kürbisgewächse (Cucurbitaceae), die Moosgattung Skottsbergia Cardot und die Pilzgattung Skottsbergiella Petr. Darüber hinaus ist er Namensgeber für das Kap Skottsberg der Trinity-Insel in der Antarktis und den Mount Skottsberg auf Südgeorgien im Südatlantik. Nach ihm benannt ist der Lago Skottsberg im Nationalpark Torres del Paine, Chile.

## Schriften (Auswahl)
- O. Nordenskjöld, J. G. Anderson, C. A. Larsen, C. Skottsberg: „Antarctic“: zwei Jahre in Schnee und Eis am Südpol. Berlin 1904.
- Some remarks upon the geographical distribution of vegetation in the colder Southern Hemisphere. In: Ymer. 25. Jahrgang, Heft 4, 1905, S. 402–427 (runeberg.org, mit Karten „Vegetationszonen rund um den Südpol“, Tafel 7 und „Feuerland und Patagonien“ Tafel 8).
- Vegetationsbilder aus Feuerland, von den Falkland-Inseln und von Südgeorgien. Fischer, Jena 1907.
- Studien über das Pflanzenleben der Falklandinseln. Lithogr. Inst. des Generalstabs, Stockholm u. a. 1909 (= Wissenschaftliche Ergebnisse der schwedischen Südpolar-Expedition. Band 4, Lieferung 10; biodiversitylibrary.org).
- Botanische Ergebnisse der schwedischen Expedition nach Patagonien und dem Feuerlande 1907–1909. Almqvist & Wiksells, Uppsala / Stockholm 1910.
- Vegetationsbilder von den Juan-Fernandez-Inseln. Fischer, Jena 1911.
- Morphologische und embryologische Studien über die Myzodendraceen. Almqvist & Wiksell, Uppsala [u. a.] 1913.
- Myzodendraceae. Engelmann, Leipzig [u. a.] 1914.
- The Natural History of Juan Fernandez and Easter Island. 1921.
- Communities of marine algae in subantarctic and antarctic waters. Almqvist & Wiksell, Stockholm 1941.
- Plant succession on recent lava flows in the island of Hawaii. Göteborg 1941.